# Услар (город)
Услар (нем. Uslar) — город в Германии, в земле Нижняя Саксония.
Входит в состав района Нортхайм. Население составляет 14 686 человек (на 31 декабря 2010 года). Занимает площадь 113,4 км². Официальный код — 03 1 55 012.
Город подразделяется на 19 городских районов.
| Год  | Население |
| ---- | --------- |
| 1990 | 16 251    |
| 1995 | 17 236    |
| 2000 | 16 447    |
| 2005 | 15 905    |
| 2010 | 14 876    |

## Фотографии

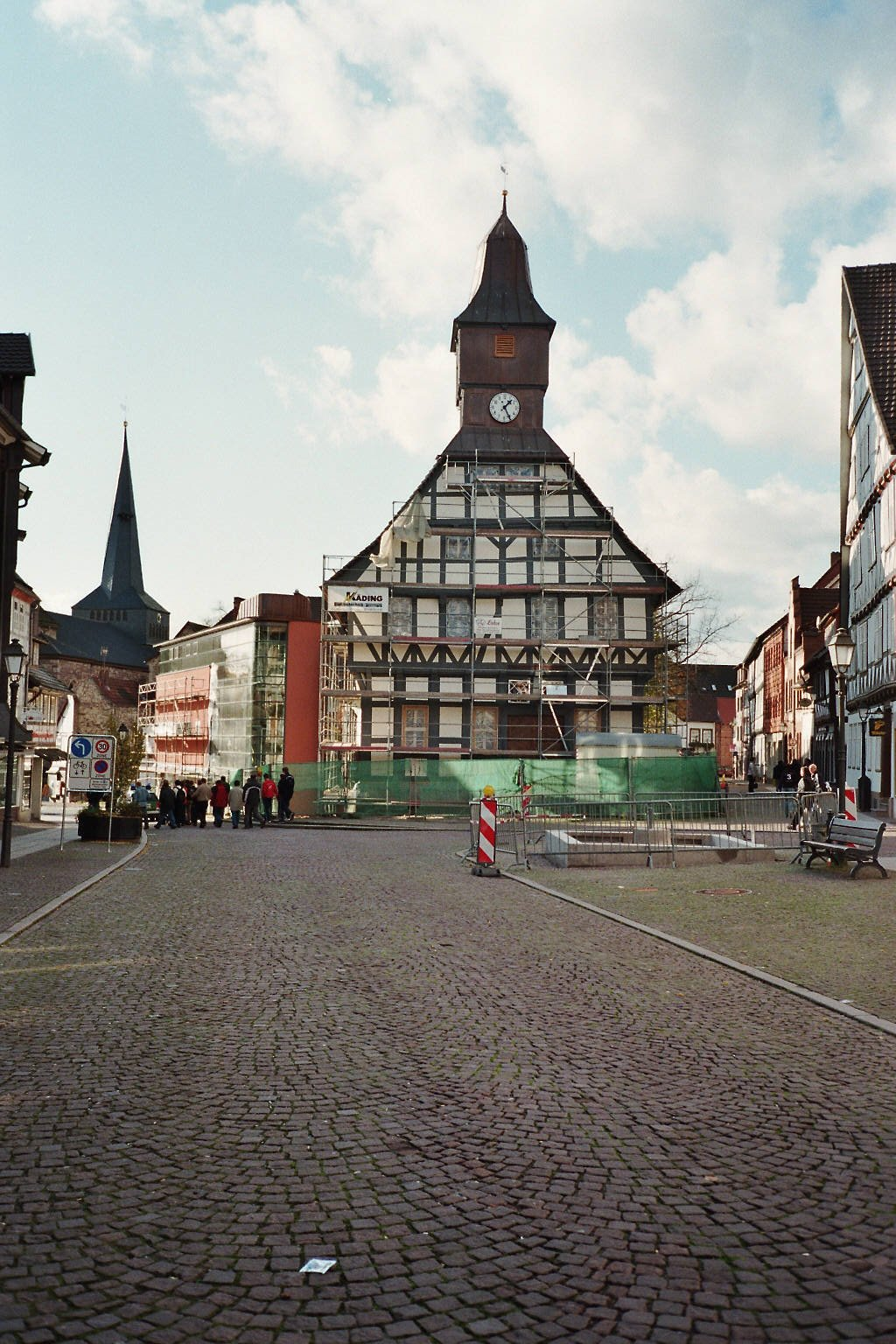
Ратуша
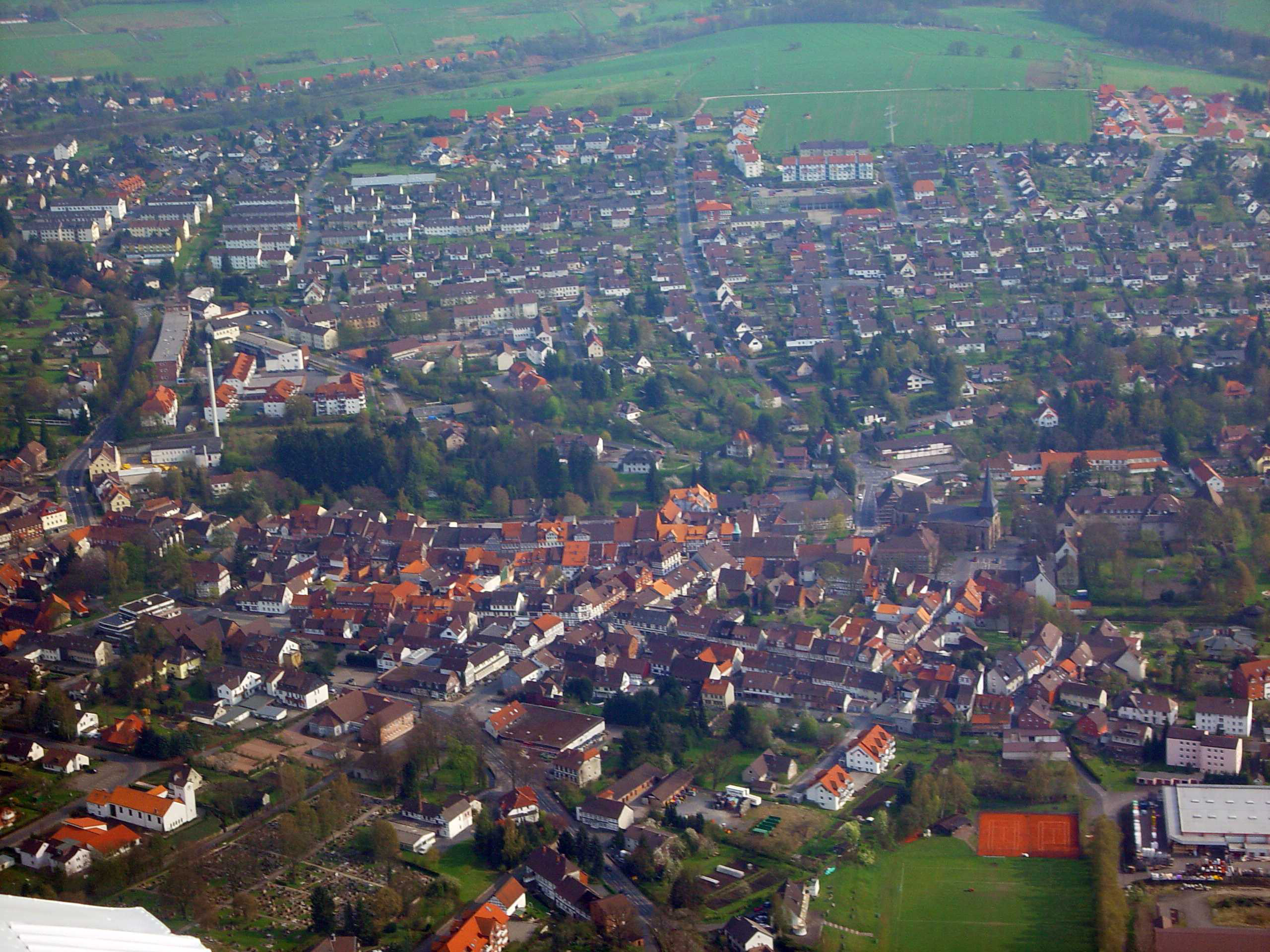
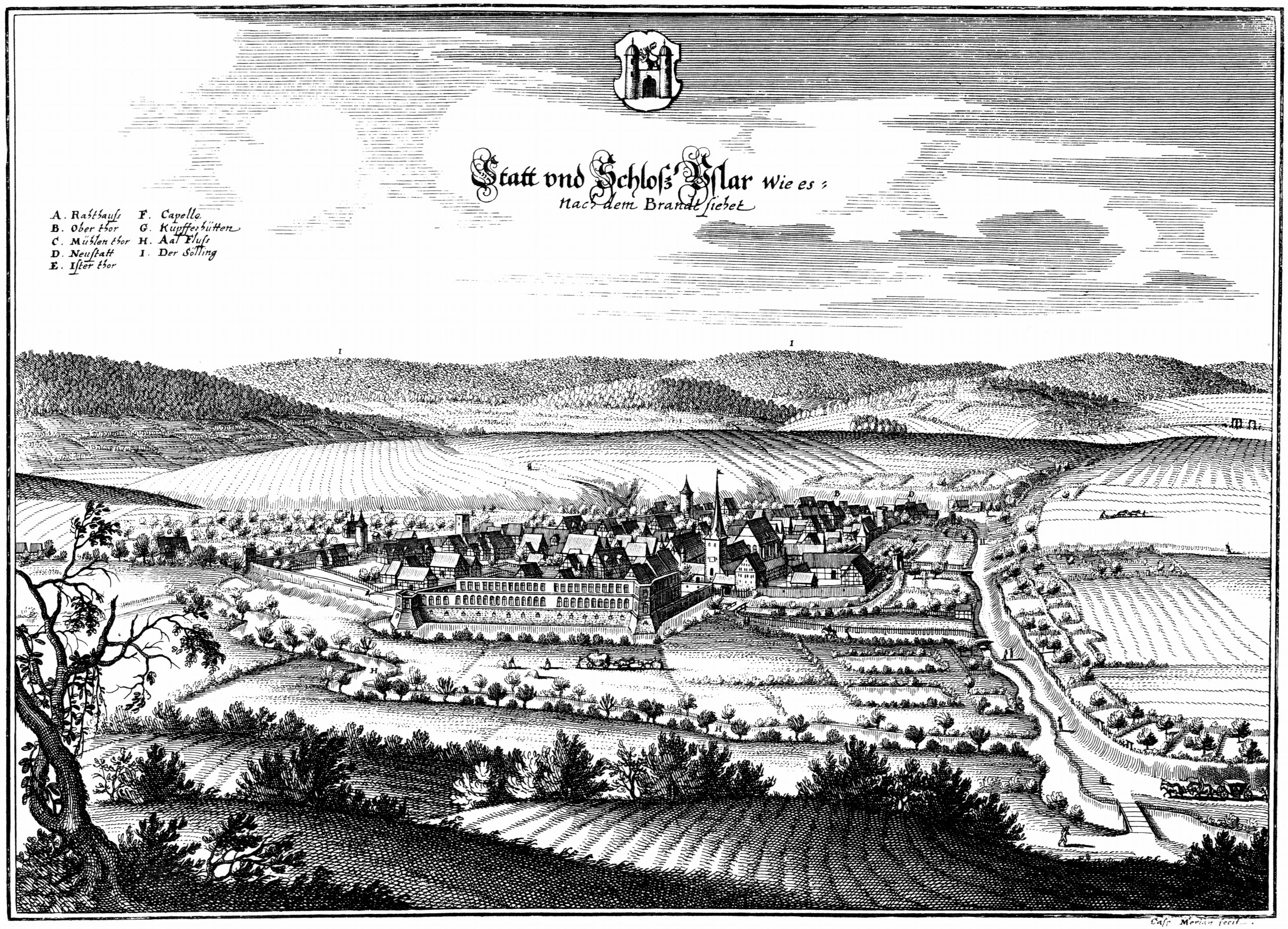
Замок